# Ederer-Tausender
Der Ederer-Tausender bezeichnet jenen Betrag, den sich die Österreicher durch den EU-Beitritt im Jahr 1995 sparen sollten. Laut Aussage der damaligen SPÖ-EU-Staatssekretärin Brigitte Ederer im Jahr 1994 würden die Lebenshaltungskosten in Österreich soweit sinken, dass eine durchschnittliche vierköpfige Familie um 1.000 Schilling pro Monat billiger leben könnte.
Da jedoch viele Auswirkungen des EU-Beitritts nicht direkt an niedrigeren Verbraucherpreisen abzulesen waren, wurde der Ederer-Tausender zum Synonym für die enttäuschten Erwartungen vieler Bürger, die bei der Volksabstimmung über den EU-Beitritt noch begeistert mit "Ja" gestimmt hatten.
Heute ist nicht mehr ganz klar, wann der Ederer-Tausender erstmals thematisiert wurde und ob er den Ausgang der Volksabstimmung über den EU-Beitritt Österreichs beeinflusst hat.
Im Jahr 2004, also knapp zehn Jahre nach dem Beitritt, legte die Oesterreichische Nationalbank eine Studie vor, wonach jeder Österreicher in der Größenordnung von 700 bis 5.000 Euro pro Jahr profitiert hat. Basis für diese Berechnungen sind Vergleiche der Wirtschaftskenndaten mit der Schweiz, die sich gegen einen EU-Beitritt ausgesprochen hatte. Umgerechnet auf den Monat und in Schillingbeträge ergibt das einen Profit von 800 bis 5500 Schilling. In diesem Betrag sind allerdings nicht nur die direkten Ersparnisse bei den Ausgaben, sondern ebenso andere Faktoren wie gestiegenes Bruttoinlandsprodukt, gestiegener Lebensstandard etc. enthalten.

## Nachweise
- Ederer-Tausender, Eintrag im Österreich-Lexikon, ostarrichi.org